# Карні Чуквуемека
Карні Чуквуемека (англ. Carney Chukwuemeka; нар. 20 жовтня 2003, Айзенштадт, Австрія) — англійський футболіст нігерійського походження, півзахисник англійського клубу «Челсі».

## Клубна кар'єра
Чуквуемека народився в Австрії в нігерійській сім'ї і в молодому віці переїхав до Англії, де оселився в місті Нортгемптон. Розпочав футбольну кар'єру там же в молодіжній команді «Нортгемптон Таун». У віці 12 років став гравцем футбольної академії клубу «Астон Вілла» . 27 липня 2020 року підписав свій перший професійний контракт із клубом.
19 травня 2021 року дебютував в основному складі «Вілли», вийшовши на заміну в матчі Прем'єр-ліги проти «Тоттенгем Готспур» (2:1). 23 травня 2021 року Карні був визнаний найкращим гравцем сезону в академії. 24 травня став володарем молодіжного кубка Англії, обігравши у фінальному матчі резервну команду «Ліверпуля»; він також став найкращим бомбардиром цього турніру, забивши 7 голів у 6 матчах. 28 серпня 2021 року вперше вийшов у стартовому складі головної команди «Астон Вілли» у матчі проти «Брентфорда» (1:1).

## Кар'єра у збірній
Через своє походження може виступати за збірні Англії, Нігерії та Австрії. У жовтні 2019 року дебютував у складі збірної Англії до 17 років у матчі проти збірної Німеччини (3:3, 3:4 пен.), а за два дні знову у матчі з німцями зіграв свою другу і останню гру за команду до 17 років.
29 березня 2021 року Чуквуемека дебютував за юнацьку збірну Англії до 18 років у матчі проти однолітків з Уельсу (2:0) і забив переможний гол.
2 вересня 2021 року дебютував за збірну Англії до 19 років у матчі проти однолітків з Італії (2:0). 17 червня 2022 року був включений в заявку збірної на майбутній юнацький чемпіонат Європи 2022 року в Словаччині, де зіграв в усіх 5 матчах, забив 3 голи і допоміг своїй команді стати чемпіоном Європи.

## Досягнення
- Переможець юнацького чемпіонату Європи (до 19 років): 2022

## Особисте життя
Народився в Австрії у сім'ї вихідців із Нігерії. Виріс у Великій Британії в англійському місті Нортгемптон. Його старший брат Калеб також став футболістом.